# Zamkowa Góra (Pojezierze Kaszubskie)
Zamkowa Góra (kaszb. Zómkòwô Góra) (223,0 m n.p.m.) – jedno z wzniesień pasma morenowych Wzgórz Szymbarskich położone w kierunku południowo-zachodnim od Kartuz na obrzeżach Kaszubskiego Parku Krajobrazowego. Prowadzi tędy również turystyczny Szlak Kaszubski.
Stoki wzniesienia objęte są leśnym rezerwatem przyrody Zamkowa Góra (utworzony w 1954 r., o powierzchni 8,84 lub 8,88 ha). Wiek niektórych drzew sięga około 250 lat. Znajdują się tu także stanowiska licznych gatunków roślin podlegających ochronie (m.in. żywiec cebulkowy i groszek skrzydlaty).
Na szczycie Zamkowej Góry w części zachodniej znajduje się prawdopodobnie ślad średniowiecznego grodziska. Zostało ono wpisane do rejestru zabytków nieruchomych.